# Thiou (Fluss)
Der Thiou ist ein Fluss im Südosten Frankreichs, der im Département Haute-Savoie in der Region Auvergne-Rhône-Alpes verläuft. Er ist der natürliche Abfluss des 27 km² großen Sees Lac d’Annecy und einer der kürzesten Flüsse des Landes. Nach nur rund  3,6 Kilometern mündet er in den Fier.
Am nordwestlichsten Punkt des Sees beginnend ist der Thiou auf den ersten 200 Metern zu einem 32 Meter breiten Hafenbecken aufgeweitet, die vertiefte Fahrrinne reicht noch ca. 300 Meter in den See hinein. Ursprünglich für Segelboote im Personen- und Güterverkehr angelegt, dient er heutzutage als Hafen für Rundfahrtschiffe.
Westlich der ersten Straßenbrücke wird der Fluss schmaler und erreicht vor der nächsten Brücke (Pont Perrière) ein Wehr. Von dort führt er in leichten Windungen durch die Altstadt von Annecy. Bereits 50 v. Chr. wurde dort eine römische Siedlung gegründet, die den Namen Boutae bzw. Bautas trug. Im 7. Jahrhundert wurde die Stelle neu besiedelt, die erste urkundliche Erwähnung des heutigen Annecy stammt aus dem Jahr 1107. Im Mittelalter diente das Wasser des Thiou als Antrieb für Mühlen und Schmieden, an seinen Ufern wurde Papier hergestellt. In Cran-Gevrier ist eine Papiermühle aus dem frühen 19. Jahrhundert erhalten. Ab 1874 wurde der Fluss mit Wehren reguliert.
Nach wenigen Metern teilt sich der Fluss und umschließt eine spindelförmige Insel, deren Spitze mit dem Palais de l’Isle aus dem 12. Jahrhundert überbaut ist. Die gewöhnlich nur als „l’Île“ bezeichnete Insel stellte mit beidseitigen Brücken einst den einzigen Übergang über den Thiou dar. Auf seinem weiteren Verlauf durch die Altstadt wird der Fluss auf der Nordseite vom nur von Fußgängern passierbaren Quai de l’Évêché begleitet, im Süden reicht die Bebauung bis an das Ufer.
In Höhe der kreuzenden Rue de la Republique folgt eine weitere Wehranlage, nach der – nördlich einer zweiten Insel – der einst zur Versorgung der Verteidigungsgräben mit Seewasser errichtete Canal du Vassé in den Thiou mündet. Anschließend verlässt der Fluss in Höhe der Insel Île Saint-Joseph die Altstadt von Annecy. Für mehrere hundert Meter bildete er die Grenze zur ehemaligen Gemeinde Cran-Gevrier, die erst seit 2017 der Stadt Annecy angeschlossen wurde. Er unterquert die Bahnstrecken nach Albertville und Aix-les-Bains und windet sich danach durch locker bebautes Gebiet. Durch den Bau von seitlichen Kanälen zum Antrieb von Mühlrädern entstanden dort drei Inseln. Noch auf dem Gebiet von Cran-Gevrier liegt seine Mündung in den Fier.

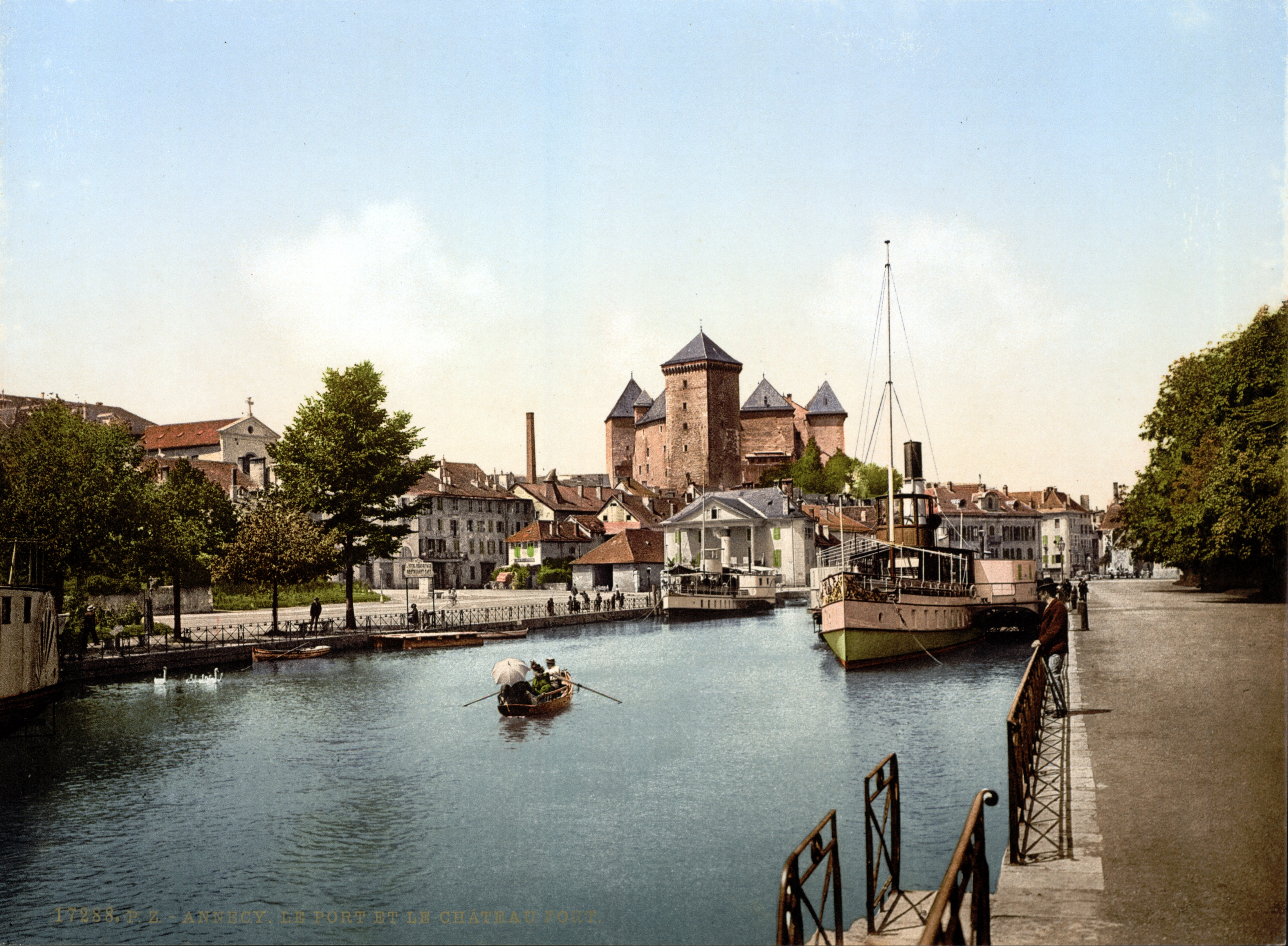
Hafen um 1900
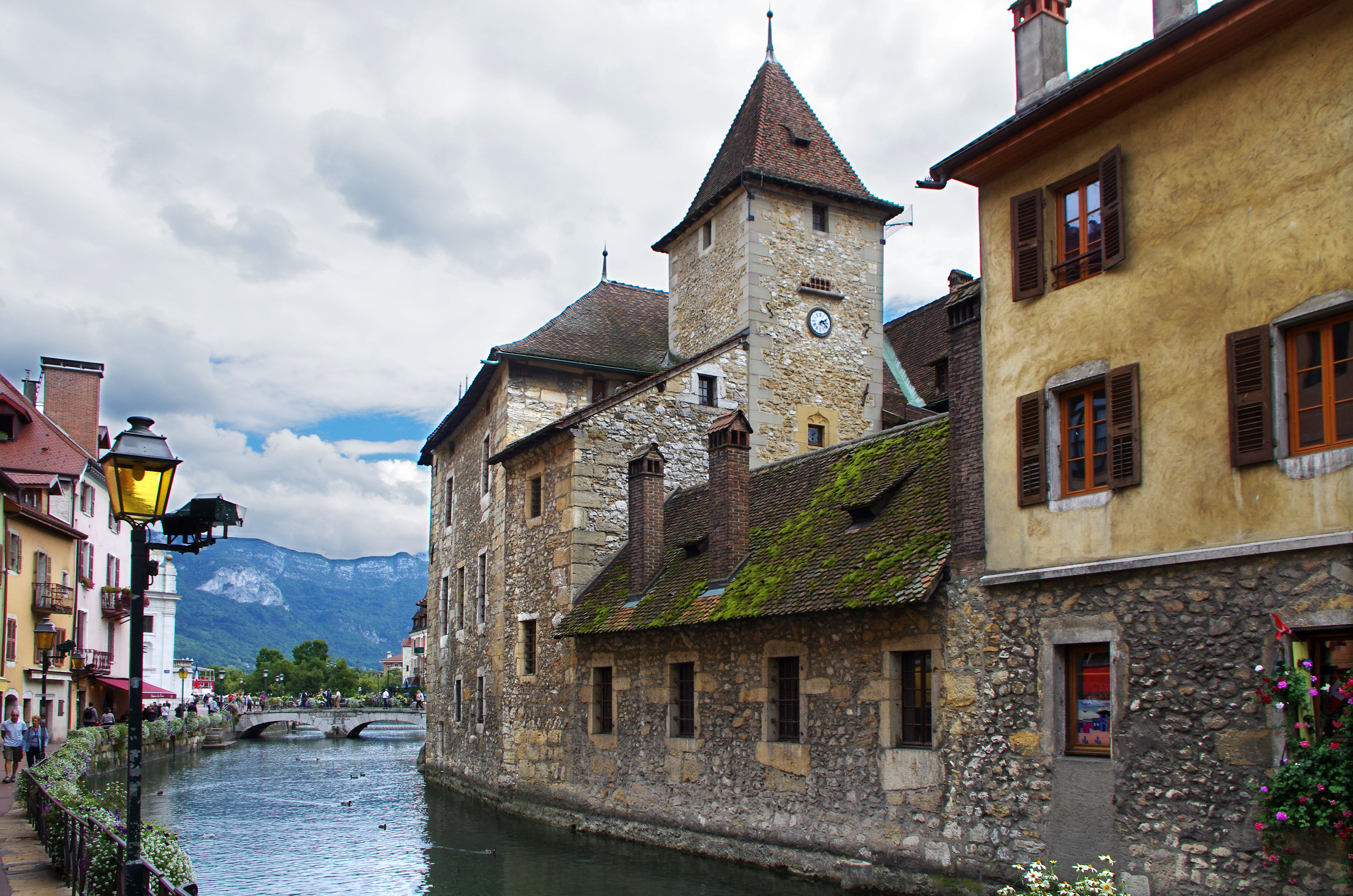
L’Île (rechts) und Pont Perrière
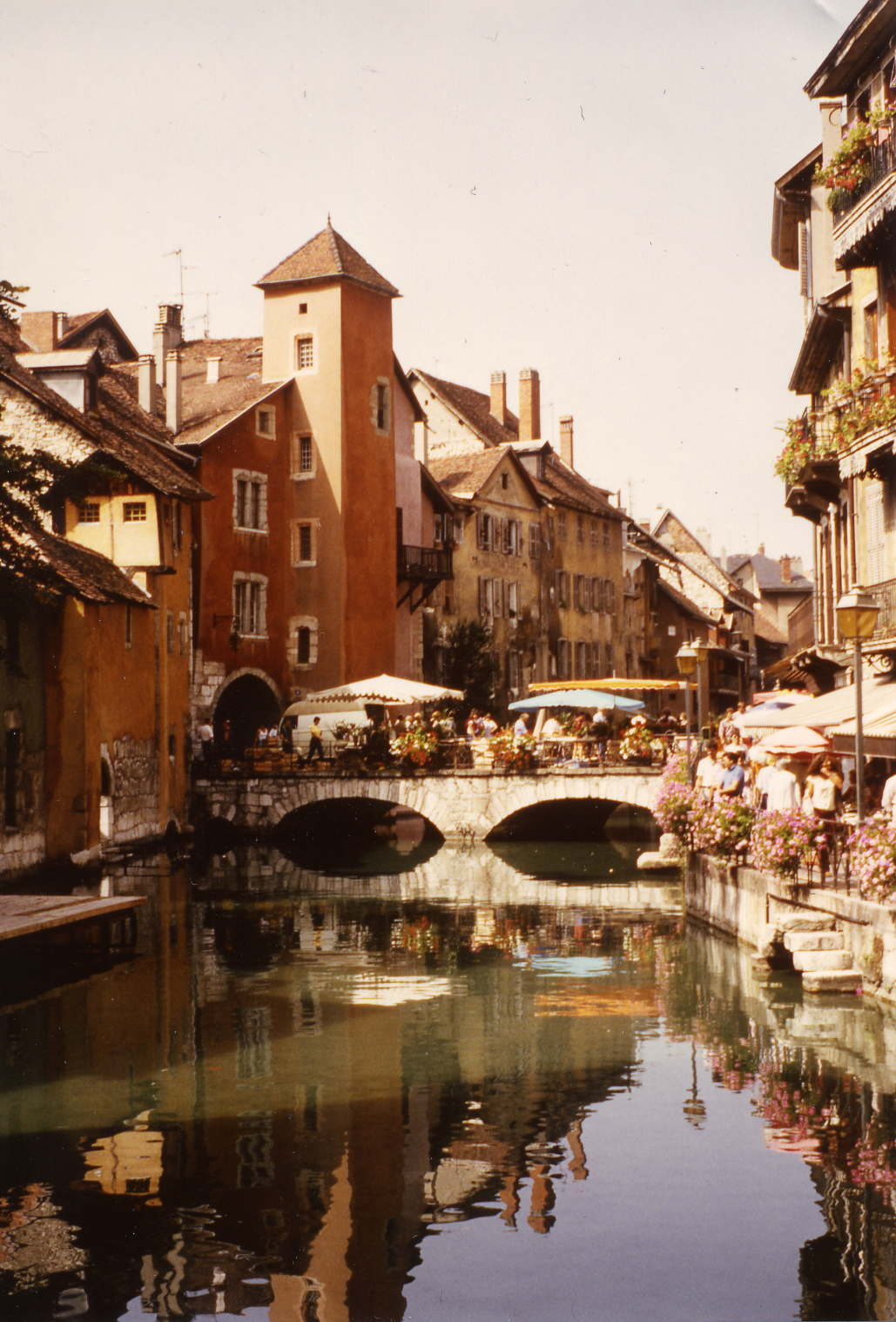
Thiou in der Altstadt von Annecy
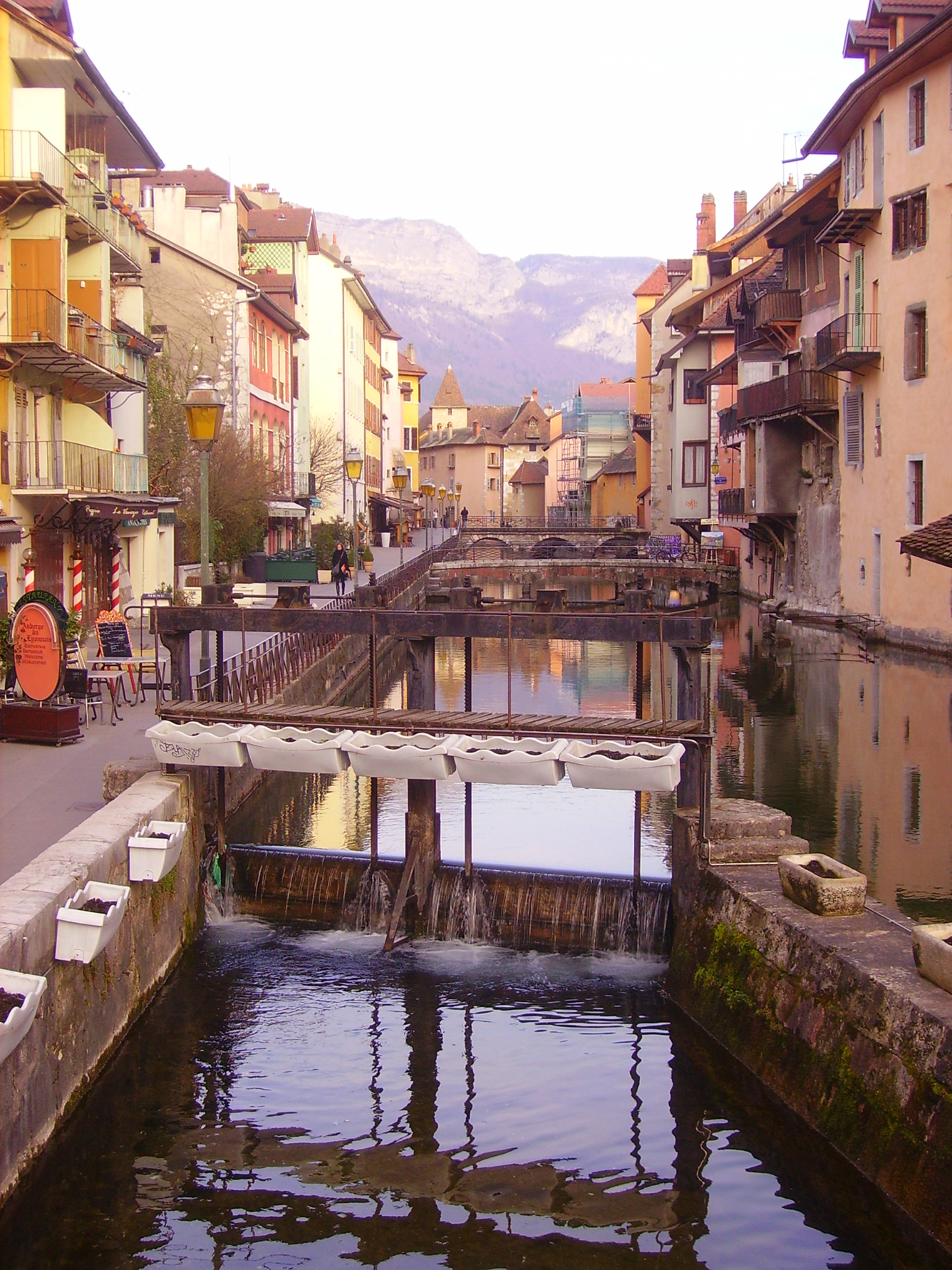
Wehr an der Rue de la République in Annecy